# Nicolas Lupot

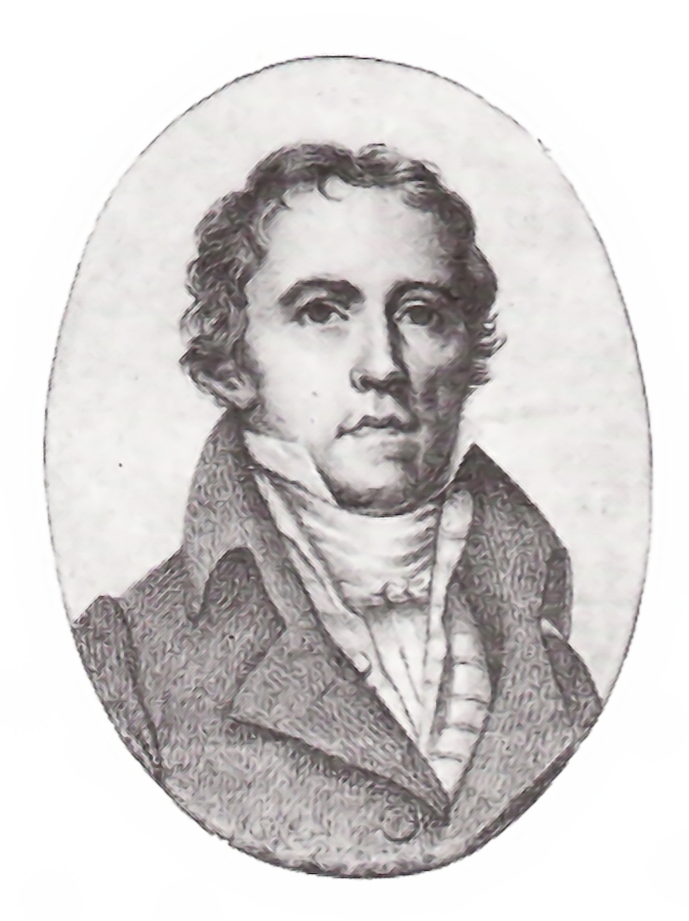
Nicolas Lupot.

Nicolas Lupot (ur. 1758 w Stuttgarcie, zm. 1824 w Paryżu) – francuski lutnik nazywany francuskim Stradivariusem. Wzorował się na instrumentach Stradivariego.